# Сеймур, Элизабет, леди Кромвель
Элизабет Сеймур, леди Кромвель (англ. Elizabeth Seymour, Lady Cromwell; ок. 1518 — 19 марта 1568) — фрейлина при дворе Тюдоров, младшая сестра королевы Джейн Сеймур, третьей жены Генриха VIII.

## Биография
Элизабет Сеймур была дочерью сэра Джона Сеймура и его жены, леди Маргарет Уэнтворт. Она родилась в наследственном владении Сеймуров Вулфхолле предположительно в 1518 году и была младшей сестрой Эдуарда, Томаса и Джейн Сеймуров.
В возрасте тринадцати лет она была выдана замуж за сэра Энтони Утреда, губернатора острова Джерси, который умер в 1534 году. У них было двое детей: сын Генри и дочь Марджери. В то время Элизабет, как и её сестра Джейн, уже состояла в свите королевы Анны Болейн, второй супруги Генриха VIII. С конца 1535 года король проявлял пристальный интерес к Джейн, и через несколько месяцев, 30 мая 1536 года, они обвенчались в Уайтхолле (спустя 11 дней после казни Анны Болейн). Родственникам новой королевы были пожалованы почётные титулы и доходные должности, а Элизабет и леди Энн Сеймур (жена Эдуарда Сеймура), стали особо приближёнными фрейлинами Джейн, умершей вскоре после свадьбы, 24 октября 1537 года.
В 1537 году Эдуард Сеймур организовал помолвку Элизабет с Грегори Кромвелем, 1-м бароном Кромвелем, сыном Томаса Кромвеля, главного советника Генриха VIII и одного из самых могущественных людей в королевстве. В 1538 году состоялась свадьба. Брак ознаменовался рождением пятерых детей.
В начале 1540 года Элизабет вернулась ко двору, чтобы приветствовать очередную супругу короля — Анну Клевскую — и вновь занять место фрейлины. После аннулирования брака Анны и Генриха и казни Томаса Кромвеля в середине 1540 года, она по-прежнему оставалась в своей должности и продолжала служить следующим жёнам короля — Кэтрин Говард и Катарине Парр.
Её братья, Томас и Эдуард, бывшие влиятельнейшими государственными деятелями при своём племяннике-короле Эдуарде VI, были казнены по обвинению в измене ещё во времена его правления. В 1551 году леди Элизабет овдовела.
Предположительно в 1554 году она в третий раз вышла замуж — за Джона Паулета, будущего 2-го маркиза Уинчестера, чей отец, Уильям Паулет, занял пост лорда-казначея после казни брата Элизабет — лорда-протектора герцога Сомерсета. Подозревали, что Уильям Паулет был одним из участников заговора против Сеймура и имел непосредственное отношение к его опале.
«The Complete Peerage» указывает, что Элизабет умерла в 1563 году, однако в 1564 году она была ещё жива. Элизабет скончалась 19 марта 1568 года в возрасте около 50 лет и была похоронена в усыпальнице рода Паулет в церкви Святой Марии в Бейсинге (Гэмпшир). Её третий муж не позднее 30 сентября того же года женился вторично на вдове сэра Ричарда Сэквилла Уинифред, дочери бывшего лорда-мэра Лондона Джона Бриджеса.

## Портрет
На протяжении долгого времени портрет дамы кисти Ганса Гольбейна Младшего идентифицировался исключительно с Кэтрин Говард, пятой женой Генриха VIII. С этим мнением соглашались и историки викторианской эпохи. Современный исследователь Антония Фрэзер выдвинула гипотезу, что на портрете скорее всего изображена леди Элизабет Сеймур. В пользу этой теории указывает тот факт, что дама на картине одета во вдовий наряд — у Элизабет, в отличие от Кэтрин Говард, был повод его надеть (после смерти первого мужа в 1534 году). Отмечается также сходство с портретом Джейн Сеймур (тоже работы Гольбейна). Указан и возраст леди — 21 год. Дата рождения Кэтрин точно не установлена, обычно указывается период от 1521 до 1525 годов, а в начале 1542 года она уже была обезглавлена. Даже если принять во внимание самую раннюю дату, то в двадцать один Кэтрин была либо в заключении, либо уже казнена. Существует также версия, что это портрет леди Маргариты Дуглас, дочери старшей сестры Генриха VIII, Маргариты Тюдор.
Национальная портретная галерея в Лондоне, экспонирующая этот портрет, всё ещё не приняла окончательного решения относительно установления личности дамы, изображённой на нём, и именует его как «Портрет неизвестной женщины, ранее предполагаемый как портрет Кэтрин Говард».